# 판노니아 속주
판노니아(라틴어: Pannonia)는 로마 제국의 속주 가운데 하나로 다뉴브강을 경계로 서쪽으로는 노리쿰과, 남쪽으로는 달마티아와 경계를 이루고 있었다. 대체로 오늘날의 헝가리, 오스트리아, 크로아티아, 세르비아, 슬로베니아, 보스니아와 헤르체고비나 등을 아우르는 지역에 있었다. 중앙유럽 일부 및 유고슬라비아 북부 일부에 해당하는 곳이다.

## 역사
기원전 35년 로마 황제 아우구스투스가 처음으로 이 지역에 진출하여 개척하기 시작했는데 그 전에는 대체로 인도유럽인 혈통의 켈트족이 거주하고 있었다. 기원전 14년 로마 제국은 시르미움을 정복하여 이 지역을 완전히 정복하였는데 끝났다. 이후 기원후 6년 판노니아의 여러 부족들은 달마티아인들과 함께 로마 제국에 반란을 일으켰는데 티베리우스와 게르마니쿠스에 의해 3년에 걸쳐 진압되었다. 티베리우스는 반란을 진압한 후 판노니아를 별도의 속주로 삼고 3개 군단을 주둔하게 했다.
102년에서 107년경 트라야누스 황제는 이 지역을 다시 동서로 분할하여 ‘판노니아 수페리오르’와 ‘판노니아 인페리오르’로 나누었다. 3세기에 이르면서 이 지역 출신의 황제가 여러 명이 배출되었고 전통적으로 로마 군단의 병력을 제공하는 속주로 변모하였다. 그러나 로마 제국이 쇠퇴하기 시작하면서 야만족의 침입을 받았고 395년에 로마군이 이 지역에서 완전히 철수하고 반달족이 거주하면서 판노니아는 그 명맥이 끊어졌다.

## 같이 보기
- 판노니아 평원